# Sikebau Jaya
Sikebau Jaya is een bestuurslaag in het regentschap Rokan Hulu van de provincie Riau, Indonesië. Sikebau Jaya telt 1875 inwoners (volkstelling 2010).